# Республіка Едзо
Республіка Едзо (яп. 蝦夷共和国, えぞきょうわこく, едзо кьовакоку; 1868–1869) — держава на острові Едзо (Хоккайдо), проголошена прибічниками ліквідованого Імператорським урядом сьоґунату Токуґави. Вважається однією з найперших республік в Азії. Це був перший уряд, який спробував запровадити демократію в Японії, хоча голосування було дозволено лише касти самураїв.

## Історія

### Передісторія
Після поразки сьоґунату Токуґави в громадянській війні (1868–1869) під час Реставрації Мейдзі, частина флоту сьоґунату під керівництвом адмірала Еномото Такеакі втекла на північний острів Едзо (зараз відомий як Хоккайдо). Разом з флотом на острів прибути декілька тисяч солдатів та французькі військові радники під командуванням воєначальника Жюля Брюне.
Еномото, намагаючись підписати мирну угоду з Імператором Мейдзі, відправив йому петицію з проханням дозволити розвивати острів Хоккайдо, зберігачи самурайські традиції, але отримав відмову.

### Проголошення Республіки
27 січня 1869 Була проголошена незалежна "Республіка Едзо", з урядовою структурою, заснованою на Сполучених Штатах. Виборче право було обмежене класом самураїв. Це були перші вибори в історії Японії Першим президентом цієї республіки став Еномото Такеакі.
Республіку Едзо визнали Велика Британія та Франція, проте японський уряд відмовився це зробити. Зокрема, через участь Сполучених Штатів через експедицію Комодора Меттью Перрі, щоб насильно припинити 220-річну політику ізоляції Японії та відкрити порти для американської торгівлі, Західний світ мав обмежений інтерес у підтримці відокремленої держави від нового уряда Мейдзі, який запропонувал більше стабільності та потенційної співпраці.
Едзо мала власний прапор — червону зірку на синьому тлі. Бюджет республіки становив 180 000 золотих монет, які Еномото вивіз з Осацького замку після нищівної поразки сьоґуна Токуґави Йосінобу в битві при Тоба-Фусімі в 1868 році.
Серед військового керівництва республіки було особливо багато французьких військових радників. Хоча головкомандувачем був японець Оторі Кейсуке, на чолі кожної з 4 бригад, на які була поділена армія, стояло по французькому офіцеру. Кожна бригада ділилася на напівбригади, якими командували японські офіцери.

### Поразка Республіки

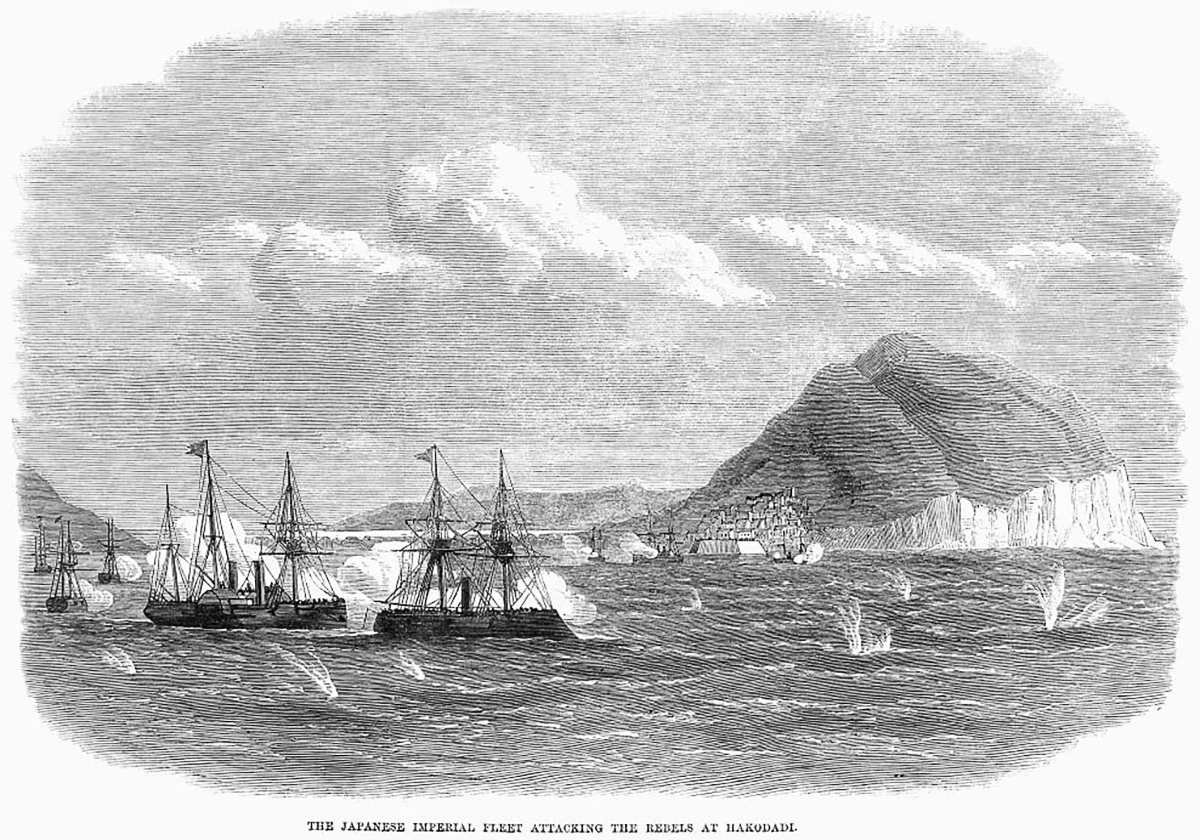
Морська битва в бухті Хакодате, травень 1869 року. На передньому плані військові кораблі "Касуґа" та "Котетсу" Імперського флоту Японії.

Імператор Мейдзі відмовився визнати республіку та в березні 1869 року, після того, як його влада затвердилася в інших частинах Японії, направив на Едзо флот та 7-ми тисячну армію під командуванням Куроди Кійотаки.
Війська імператора швидко розгромили армію республіки, та після перемоги в битві при Хакодате оточили останній осередок опору — П'ятибастіонну фортецю. 17 травня 1869 року гарнізон здався і 18 травня Еномото Такеакі передав фортецю Куроді Кійотаці. 
Остаточно Республіка Едзо припинила своє існування 27 червня 1869 року, а Еномото Такеакі був захоплений в полон та засуджений за звинуваченням в державній зраді. Незабаром після цього, 15 серпня, острів був перейменований в Хоккайдо.
У 1872 році Еномото Такеакі був помилуваний та поступив на службу уряду Мейдзі. Згодом він став послом Японії в Російській Імперії та очолював військово-морське міністерство Японії.

## Вид
Хоча в пізніших історичних текстах говорилося про травень 1869 року, коли Еномото прийняв правління імператора Мейдзі, імператорське правління ніколи не було під питанням для Республіки Едзо, про що свідчить частина послання Еномото до Дайдзьокан (яп. 太政官, Dajōkan) під час його прибуття в Хакодате:
Фермерам і торговцям не докучають, вони живуть без страху, йдуть своїм шляхом і співчувають нам; так що ми вже змогли привести в обробку трохи землі. Ми молимося, щоб ця частина Імперії була передана нашому останньому пану Токуґаві Каменосуке; і в такому випадку ми відплатимо за вашу доброчинність нашою вірною опікою північних воріт.
Таким чином, з точки зору Еномото, спроби встановити уряд на Хоккайдо були спрямовані не лише на забезпечення клану Токугава, з одного боку (обтяженого величезною кількістю зайвих слуг і службовців), а й на розвиток Едзо для заради оборони решти Японії, що викликало занепокоєння протягом деякого часу. Останні дослідники відзначили, що протягом століть Едзо не вважався частиною Японії так само, як інші «головні» острови сучасної Японії, тому створення Республіки Едзо, у сучасному розумінні, не було актом відділення, а скоріше формального «приведення» суспільно-політичного утворення «Японії» на острів Хоккайдо.

## Керівники Республіки

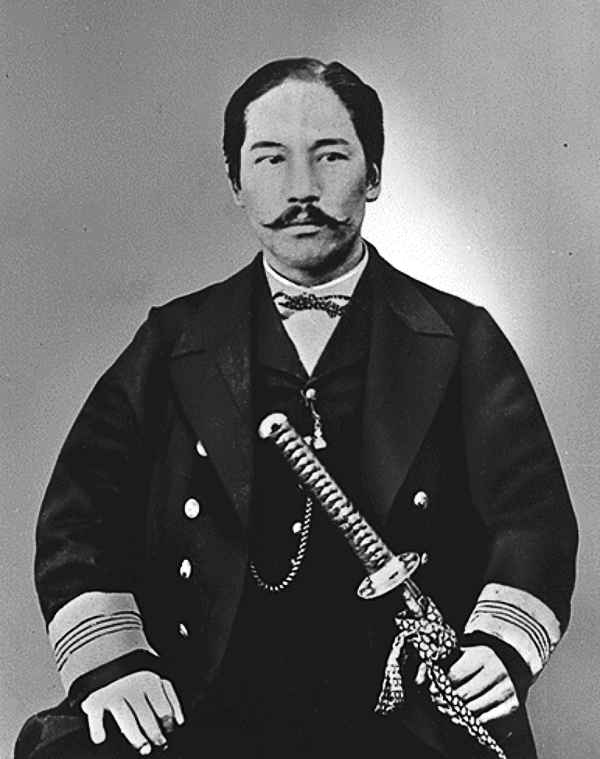
Еномото Такеакі Президент
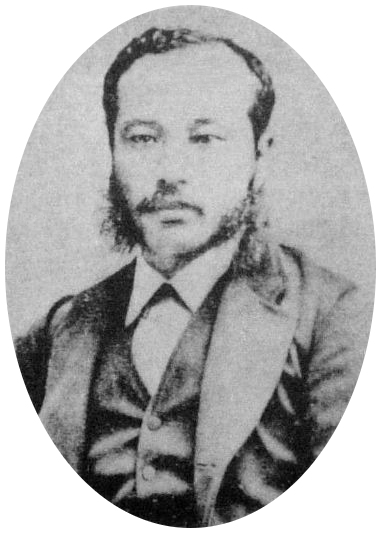
Оторі Кейсуке Головкомандувач армією
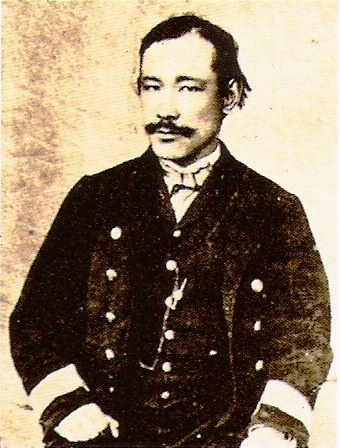
Араї Ікуносуке Головкомандувач флотом
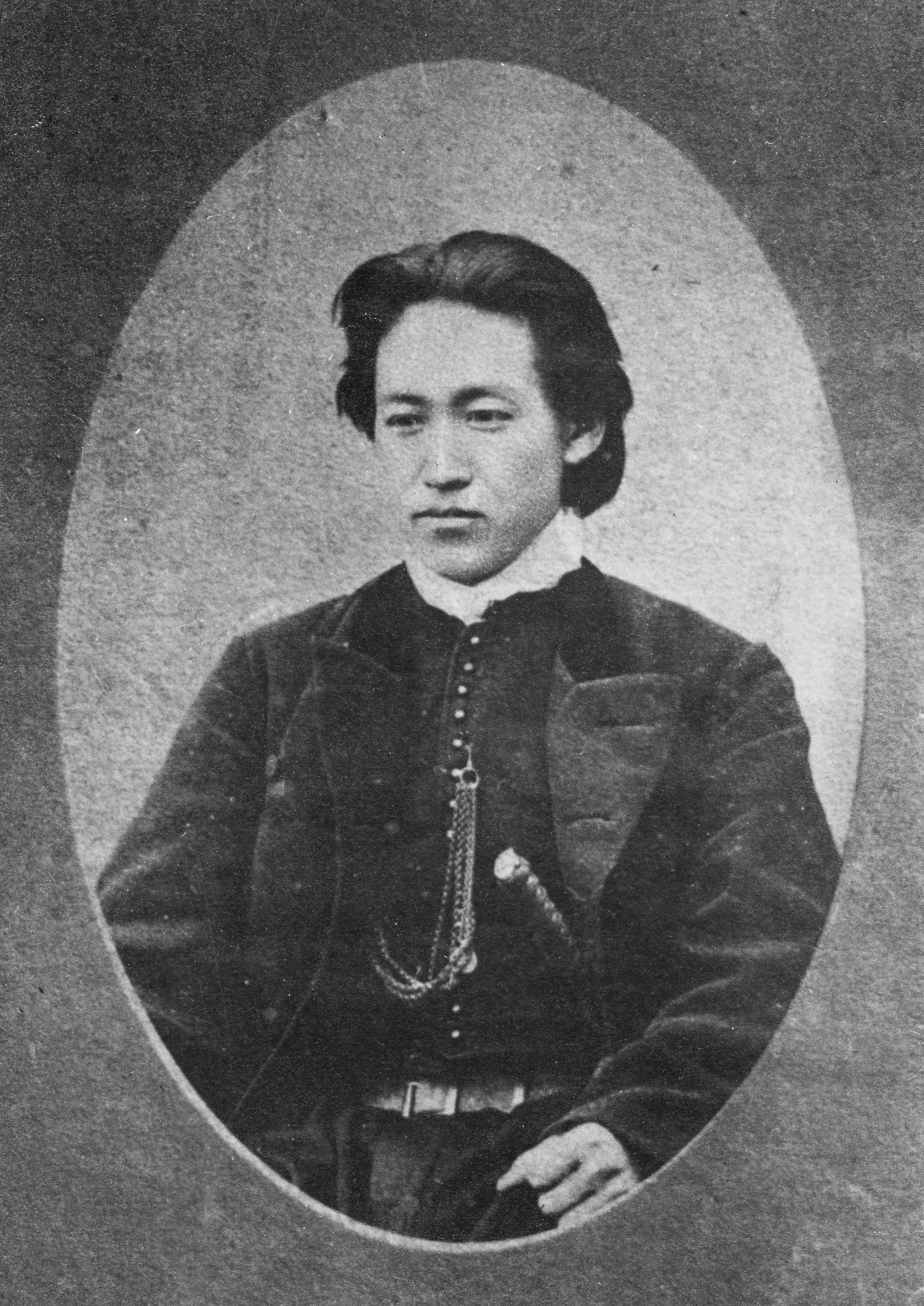
Хідзіката Тосідзо Командувач Сінсенґумі